# سیارک ۱۰۵۵۲
سیارک ۱۰۵۵۲ (به انگلیسی: 10552 Stockholm، نامگذاری:1993BH13) ده هزار و پانصد و پنجاه و دومین سیارک کشف شده‌است که در ۲۲ ژانویه ۱۹۹۳ کشف شد.
قدر مطلق سیارک برابر ۱۳٫۸۰ است.